# Fossar de la Pedrera
Pour les articles homonymes, voir La Pedrera (homonymie).
Ne doit pas être confondu avec Fossar de les Moreres.
Le Fossar de la Pedrera (en français : Fossé de la Carrière) est un site de la montagne de Montjuïc, à Barcelone, utilisé par le régime franquiste pour enfouir les corps des milliers de Républicains fusillés à la suite de la répression nationaliste dans la ville.
Devenu mémorial au retour de la démocratie, le lieu abrite depuis 1985 la dépouille du président catalan Lluís Companys, livré par la Gestapo à l’Espagne franquiste depuis la France et exécuté le 15 octobre 1940, au début de la Seconde Guerre mondiale, près du château de Montjuïc situé en surplomb.
Haut lieu de la mémoire de la guerre d'Espagne et de la République, le Fossar de la Pedrera, aménagé par un mausolée créé par l'architecte catalane Beth Galí en 1985, accueille aujourd'hui de nombreuses cérémonies commémoratives officielles.

## Historique

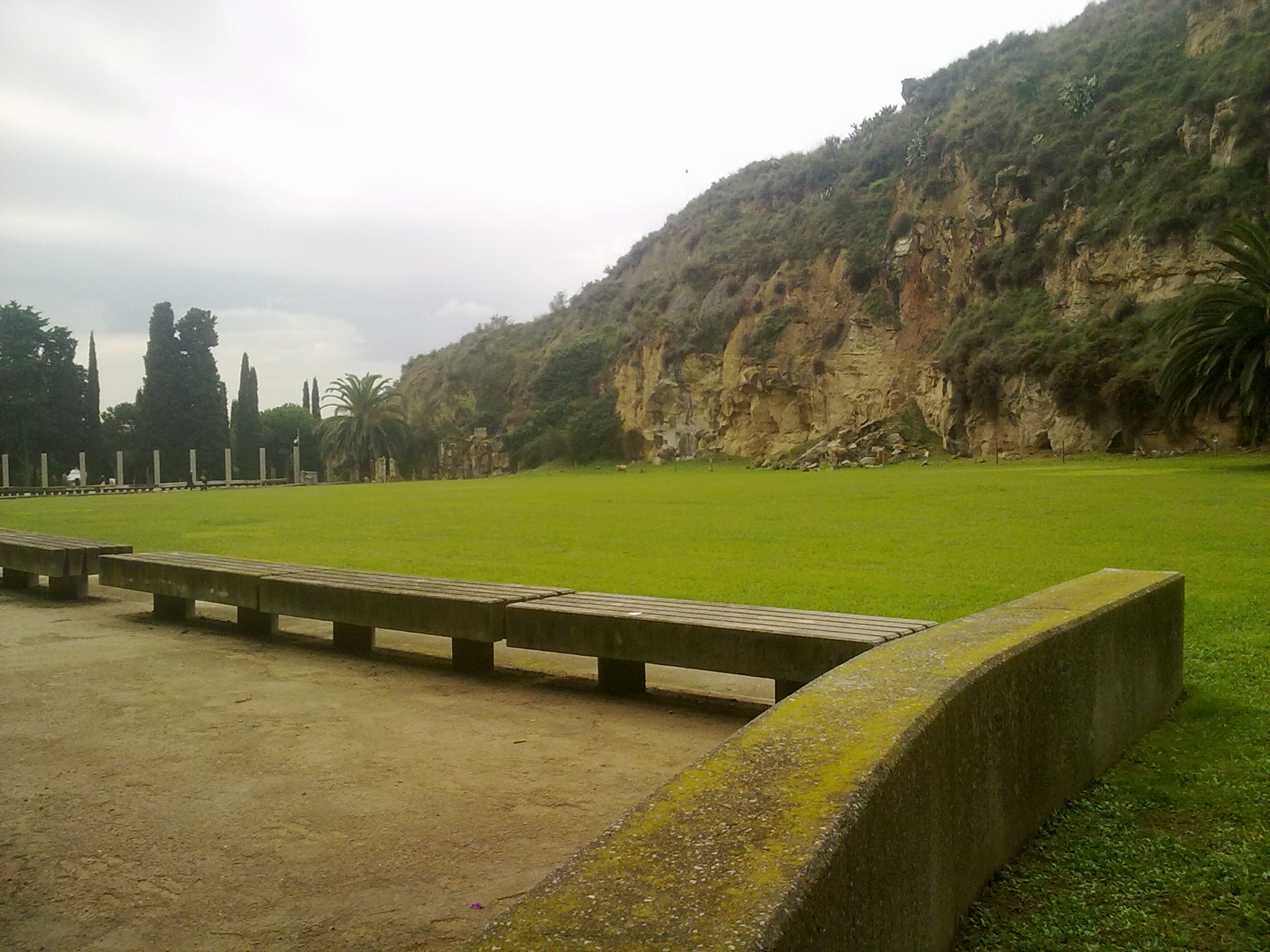
Détail du Fossar de la Pedrera.

La carrière Moragas, dénomination historique du lieu, est localisée sur le versant sud de la montagne de Montjuïc, dominant le quartier de la Zone Franche de Barcelone, aménagé au fur et à mesure de la croissance du port de Barcelone.
Ce site, issu d'une dépression causée par l'exploitation industrielle d'extraction des pierres, est traditionnellement connu sous le nom de « Fossar de la Pedrera ».
Il jouxte le cimetière de Montjuïc créé en 1883, et, pendant des années, cette carrière tient lieu de fosse commune pour la ville de Barcelone.
Les indigents, les personnes sans famille et les individus non identifiés y sont alors enterrés.
Le lieu est choisi en 1939 par les nationalistes espagnols pour enfouir les corps des opposants républicains à la fin de la guerre d'Espagne et au début de la dictature franquiste.

## Guerre d'Espagne et répression franquiste
Pendant la guerre d'Espagne (1936-1939), les corps des victimes des bombardements aériens sur Barcelone sont ensevelis au Fossar de la Pedrera.
En 1939, à la fin de la guerre, lors de l'arrivée au pouvoir des nationalistes et de l'installation de la dictature franquiste en Catalogne, la ville de Barcelone fait l'objet d'une répression particulièrement sanglante. Toute la société civile est menacée. De 1939 à 1952, les membres des partis, syndicats, associations et organisations républicaines sont pourchassés. Une fois arrêtées, les victimes sont envoyées à la prison Model, dans le quartier de l'Eixample, où leur condamnation à mort, ratifiée par le Caudillo, est prononcée. Les condamnés sont ensuite transférés au Camp de la Bota, à la limite municipale de Barcelone (district de Sant Martí) et de la commune de Sant Adrià de Besòs, où les exécutions ont généralement lieu.
Pour enterrer rapidement les dépouilles des fusillés, le nouveau régime utilise le Fossar de la Pedrera. Dès leur arrivée sur le site, interdit au public, les corps des victimes, placés dans des caisses en bois, sont enfouis dans la fosse via une rampe, puis recouverts de chaux et de terre afin d'accélérer leur décomposition.

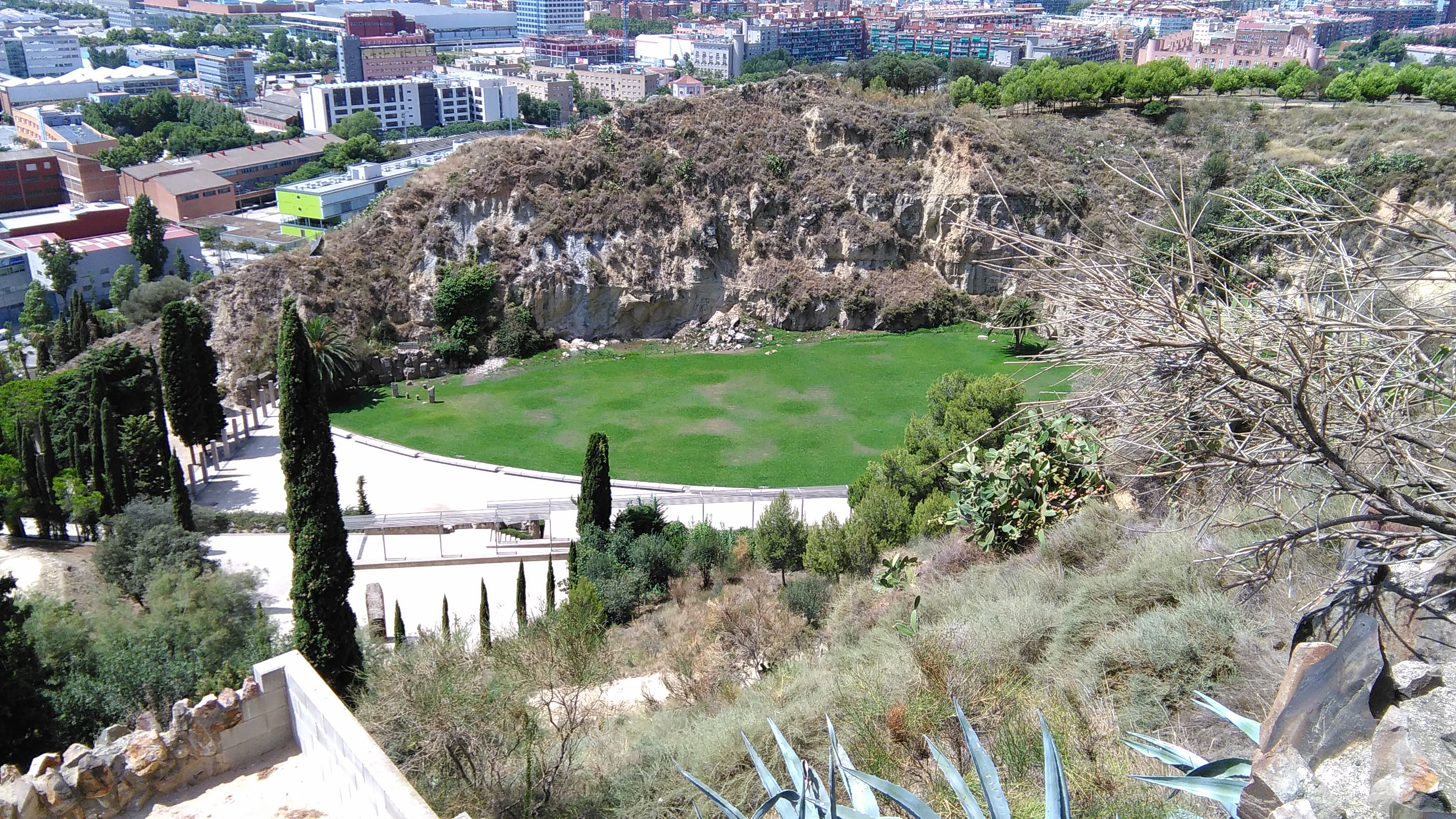
Vue aérienne du Fossar de la Pedrera.

Après 1953, le régime franquiste est installé. Le Fossar de la Pedrera est plus au moins abandonné, restant néanmoins, en quelques occasions, la fosse commune des Services Funéraires de la Mairie de Barcelone pour les corps non identifiés.

## Lieu de mémoire

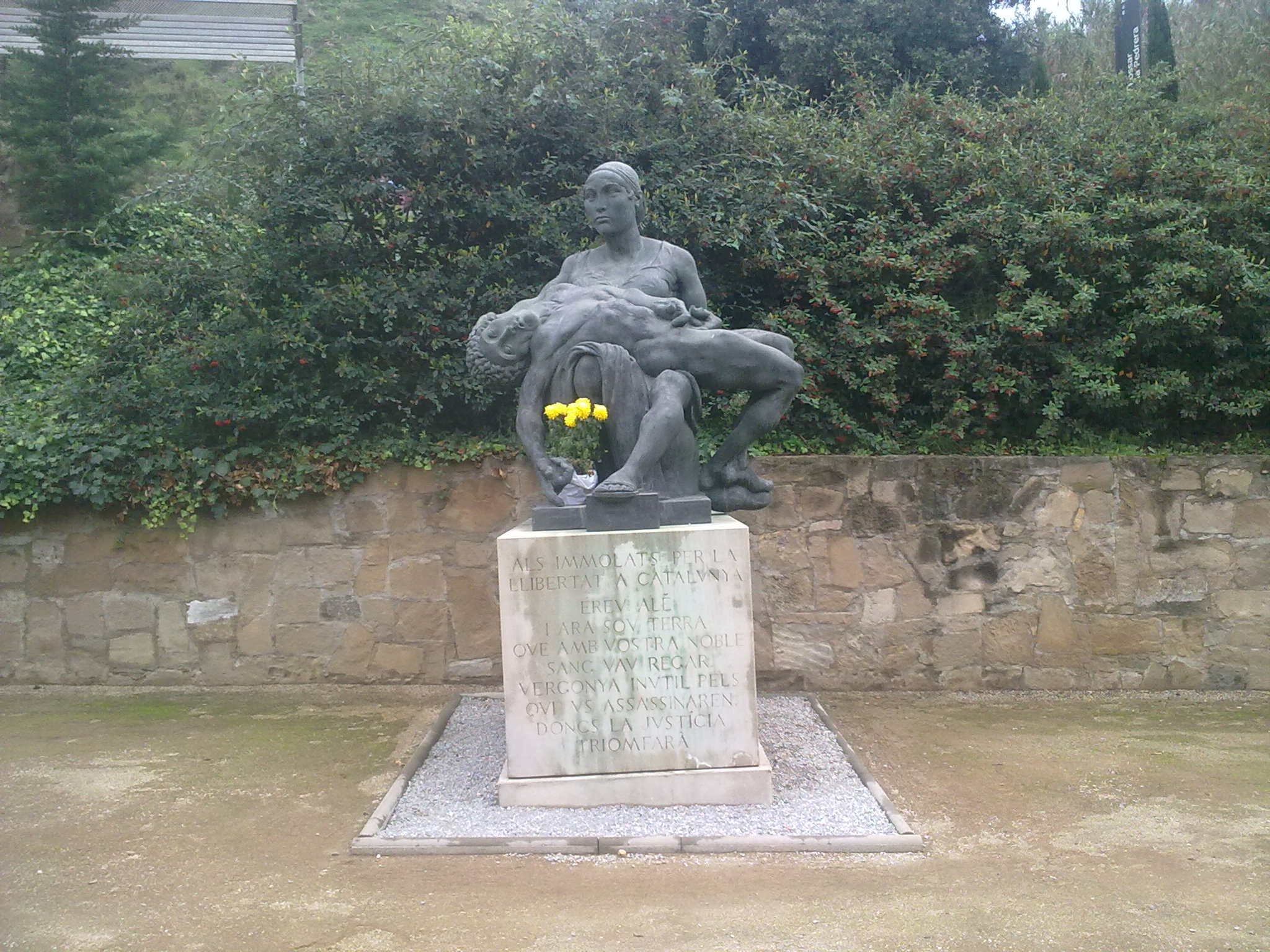
Monument aux Sacrifiés pour la Liberté en Catalogne. Réplique de La Pietat, de Ferran Ventura.

La première cérémonie mémorielle a lieu en 1976, quelque temps après la mort du dictateur qui interdisait tout accès au site.
Plus aucune inhumation n'est alors permise, grâce à l'action des associations mémorielles comme l'Associació Pro-Memòria als Immolats per la Llibertat de Catalunya. S'ensuit alors le processus de création d'un lieu de mémoire, comme celui du Mémorial de la France combattante, créé par le général de Gaulle au Mont-Valérien, colline parisienne où les nazis fusillaient les résistants français durant l'Occupation.
Œuvre de l'architecte catalane Beth Galí, le mémorial est constitué d'un ensemble de colonnes portant les noms des victimes, autour d'une grande zone végétalisée.
Le mausolée de Lluís Companys, entouré d'eau, se situe près de la falaise.
Les messages de l'entrée sont rédigés par l'écrivaine Maria Aurèlia Capmany, rappelant toutes les victimes de la répression.
L’œuvre In Memoriam, constituée dix pierres sculptées par l'artiste Leonard Glaser, symbolise les camps de concentration et d'extermination nazis : Mauthausen, Bergen-Belsen, Buchenwald, Belzec, Sobibor, Dachau, Treblinka, Majdanek et Auschwitz, en mémoire des victimes de la Shoah durant la Seconde Guerre mondiale.
Le site accueille également une réplique de la sculpture La Pietat, de Ferran Ventura, dont l'original est situé dans l'enceinte du Parlement de Catalogne.
Le mémorial du Fossar de la Pedrera et le mausolée du président Companys sont inaugurés officiellement le 27 octobre 1985.